# Barrella punxosa
La barrella punxosa, barrella borda, barrella espinosa, espinadella, sosa, botja, salat, capitana o simplement barrella (Salsola kali) és una planta del gènere Salsola. Originalment prové de certes zones d'Euràsia. S'ha estès a altres zones i sovint es considera una espècie invasora. La barrella punxosa forma comunitats ruderals en alguns llocs degradats.

## Morfologia

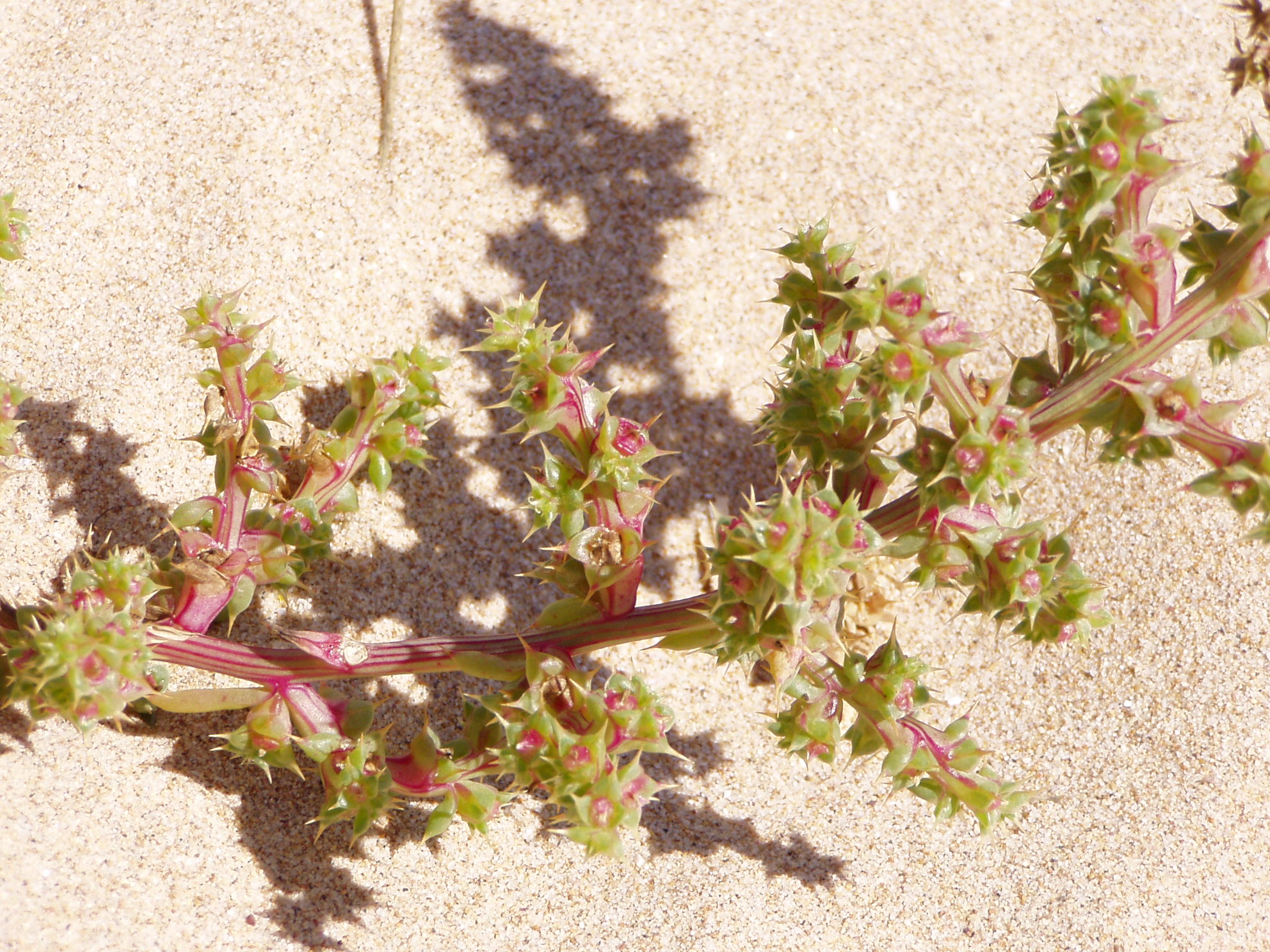
Detall de les flors i punxes

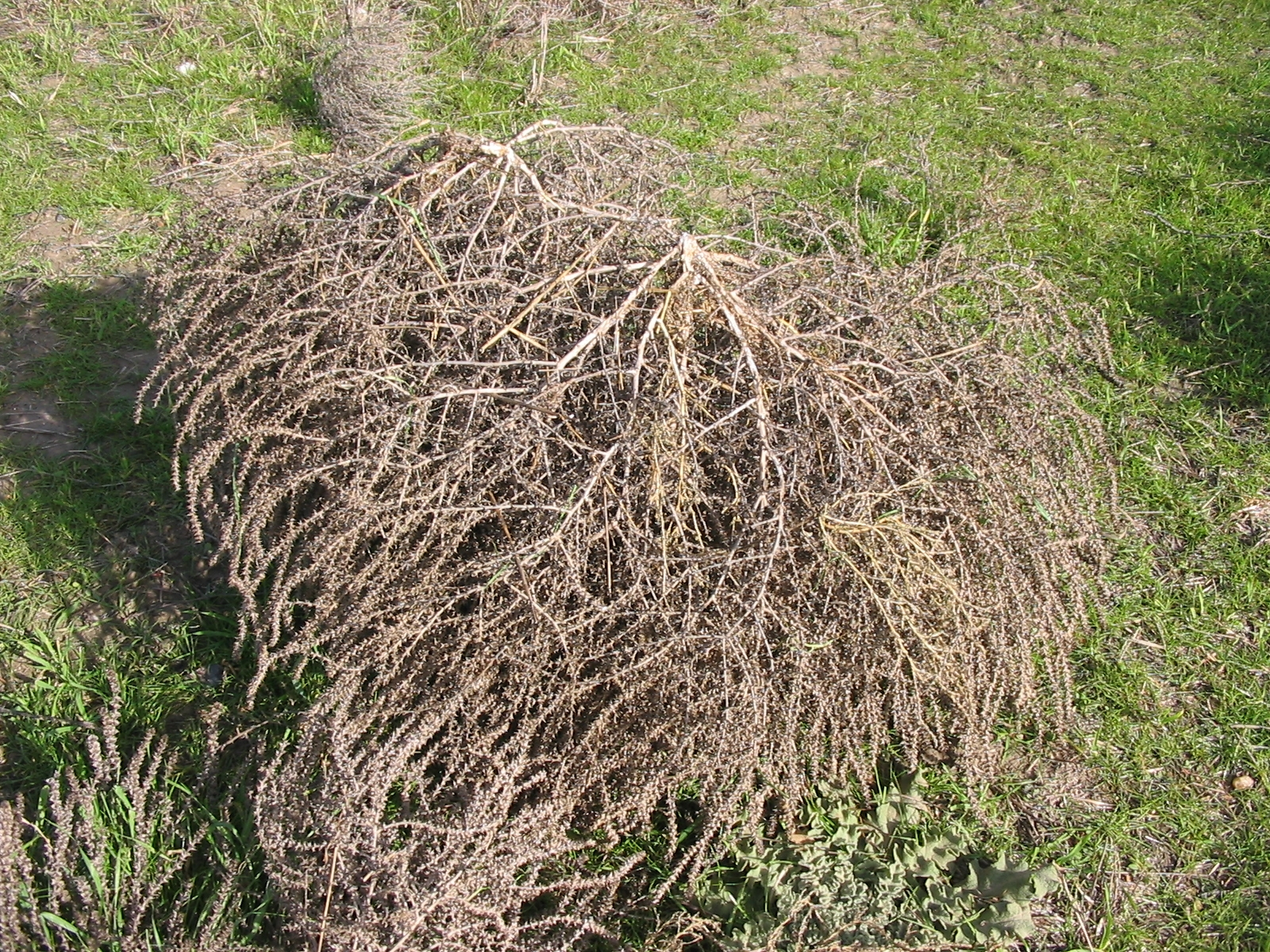
Barrella o mata seca. Portada pel vent pot anar molt lluny propagant les llavors

La barrella punxosa és una planta anual halòfita que creix en zones sorrenques del litoral i també en sòls àrids de l'interior. És un arbust espinós d'aspecte grisenc que pot arribar a fer fins a uns 90 cm d'alçada. Les fulles són rígides i suculentes. Cada fulla acaba en una espina. Les flors tenen un to blanc verdós. Amb vents forts, la base de l'arbust sec i mort es pot desprendre o trencar i es posa a rodar, podent recórrer grans distàncies i anant prenent forma de bola. D'ací ve el seu nom popular de "barrella".

## Usos
Les barrelles són plantes que fins al segle xix es feien servir per produir cendres riques en sosa (carbonat de sodi). La sosa d'aquestes plantes s'obtenia antigament cremant-les i s'utilitzava per a fer sabó i vidre. Va tindre una certa importància local fins que la sosa es va començar a obtenir a escala industrial segons el mètode Leblanc. Les fulles joves són comestibles.